# Strongylodesma tsitsikammaensis
Strongylodesma tsitsikammaensis är en svampdjursart som beskrevs av Samaai, Gibbons, Kelly och Davies-Coleman 2003. Strongylodesma tsitsikammaensis ingår i släktet Strongylodesma och familjen Latrunculiidae. Inga underarter finns listade i Catalogue of Life.